# Теофил Мироточиви
Теофил Мироточиви, познат и као Теофил Македонски (грч. Θεοφιλος ο Μυροβλυτης), је православно светац свештеник из 15. века.

## Биографија
Рођен је око 1460. године у Зиљахову у Макеоднији, у побожној породици. Као млад је стекао класично образовање, и проучио Свето писмо, и дела светих отаца. Био је одличан калиграф. 1504. године се замонашио и узео име имену Теодосије, а 1506. је рукоположен за јеромонаха. Био је пријатељ патријарха Нифонта II Цариградског. Он га је слао у мисију у Александрију. По повратку из Александрије, епископ Акакије и Теофил посетили су Гору Синај и Јерусалим, и том приликом је Акакије умро. По повратку у Цариград, Теофил је изабран за нотаријуса и егзарха патријаршије код новог патријарха Пахомија I.
Након неколико година службовања у цариградској патријаршији повлачи се у манастир Ватопед на Светој Гори. 1511. преселио се у манастир Ивирон, где је радио на преписивању књига. Сачувана је једна одлична калиграфија и око 30 његових радова, углавном литургијског садржаја. Они се чувају у библиотеци манстира Ивирон.
Умро је 8. јула 1548. године.
Православна црква прославља светог Теофила 8. јула по јулијанском календару.